# Базель-Ланд
Базель-Ланд або Базель-Ландшафт (нім. Basel-Landschaft, фр. Bâle-Campagne, італ. Basilea Campagna, ромш. Basilea-Champagna) — напівкантон на північному заході Швейцарії. Адміністративний центр — місто Лісталь.

## Історія
Кантон утворився в 1833 р. в результаті поділу історичного кантону Базель (увійшов до конфедерації в 1501 р.) на міську і сільську частини.